# 乔尼·弗林
乔尼·威廉·弗林（英語：Jonny William Flynn，1989年2月6日—），美国NBA联盟职业篮球运动员。他在2009年的NBA选秀中第1轮第6顺位被明尼苏达森林狼选中。